# Paul Hirsch
Paul Frederick Hirsch (New York, 14 novembre 1945) è un montatore statunitense.

## Biografia
Paul Hirsch cominciò a lavorare nel mondo del montaggio dopo essersi laureato alla Columbia University. Verso la fine degli anni sessanta venne introdotto dal fratello Charles all'esordiente Brian De Palma per il quale curò il montaggio di 11 dei suoi film.
Nel 1978 vinse l'Oscar per il miglior montaggio con Richard Chew e Marcia Lucas per Guerre stellari, mentre nel 2005 ottenne la candidatura agli Oscar nella stessa categoria per Ray.
È membro della American Cinema Editors.
Ha una figlia di nome Gina anch'ella montatrice con cui ha collaborato spesso.

## Filmografia
- Hi, Mom!, regia di Brian De Palma (1970)
- Le due sorelle (Sisters), regia di Brian De Palma (1973)
- Il fantasma del palcoscenico (Phantom of the Paradise), regia di Brian De Palma (1974)
- The Money, regia di Chuck Workman (1976)
- Obsession - Complesso di colpa (Obsession), regia di Brian De Palma (1976)
- Carrie - Lo sguardo di Satana (Carrie), regia di Brian De Palma (1976)
- Guerre stellari (Star Wars), regia di George Lucas (1977)
- Fury (The Fury), regia di Brian De Palma (1978)
- Il re degli zingari (King of the Gypsies), regia di Frank Pierson (1978)
- Guerre stellari - L'Impero colpisce ancora (Star Wars Episode V: The Empire Strikes Back), regia di Irvin Kershner (1980)
- Blow Out, regia di Brian De Palma (1981)
- La Cassa (The Crate), episodio di Creepshow, regia di George A. Romero (1982)
- Il ritorno di Black Stallion (The Black Stallion Returns), regia di Robert Dalva (1983)
- Footloose, regia di Herbert Ross (1984)
- Protocol, regia di Herbert Ross (1984)
- Una pazza giornata di vacanza (Ferris Bueller's Day Off), regia di John Hughes (1986)
- Il segreto del mio successo (The Secret of My Succe$s), regia di Herbert Ross (1987)
- Un biglietto in due (Planes, Trains & Automobiles), regia di John Hughes (1987)
- Fiori d'acciaio (Steel Magnolias), regia di Herbert Ross (1989)
- Coupé de ville, regia di Joe Roth (1990)
- Dutch è molto meglio di papà (Dutch), regia di Peter Faiman (1991)
- Doppia personalità (Raising Cain), regia di Brian De Palma (1992)
- Un giorno di ordinaria follia (Falling Down), regia di Joel Schumacher (1993)
- Ricordando Hemingway (Wrestling Ernest Hemingway), regia di Randa Haines (1993)
- Inviati molto speciali (I Love Trouble), regia di Charles Shyer (1994)
- Mission: Impossible, regia di Brian De Palma (1996)
- Pioggia infernale (Hard Rain), regia di Mikael Salomon (1998)
- Il grande Joe (Mighty Joe Young), regia di Ron Underwood (1998)
- Lake Placid, regia di Steve Miner (1999)
- Mission to Mars, regia di Brian De Palma (2000)
- Pluto Nash (The Adventures of Pluto Nash), regia di Ron Underwood (2002)
- The Fighting Temptations, regia di Jonathan Lynn (2003)
- Ray, regia di Taylor Hackford (2004)
- E-Ring - serie TV, episodio 1x01 (2005)
- Hot Movie - Un film con il lubrificante (Date Movie), regia di Aaron Seltzer (2006)
- Conciati per le feste (Deck the Halls), regia di John Whitesell (2006)
- Sfida senza regole (Righteous Kill), regia di Jon Avnet (2008)
- Love Ranch, regia di Taylor Hackford (2010)
- Dylan Dog - Il film (Dylan Dog: Dead of Night), regia di Kevin Munroe (2010)
- Source Code, regia di Duncan Jones (2011)
- Mission: Impossible - Protocollo fantasma (Mission: Impossible - Ghost Protocol), regia di Brad Bird (2011)
- Warcraft - L'inizio (Warcraft), regia di Duncan Jones (2016)
- La mummia (The Mummy), regia di Alex Kurtzman (2017)

## Premi e candidature
Premi Oscar:
- 1978: Vinto miglior montaggio per Guerre stellari (con Marcia Lucas e Richard Chew)
- 2005: Nomination miglior montaggio per Ray

Saturn Award
- 1978: Vinto miglior montaggio per Guerre stellari (con Marcia Lucas e Richard Chew)
- 2012: Vinto miglior montaggio per Mission: Impossible - Protocollo fantasma

Eddie Awards
- 1978: Nomination miglior montatore in un film per Guerre stellari (con Marcia Lucas e Richard Chew)
- 2005: Vinto miglior montatore in un film commedia o musicale per Ray

British Academy Film Awards
- 1979: Nomination miglior montaggio per Guerre stellari (con Marcia Lucas e Richard Chew)

Satellite Awards
- 1997: Nomination miglior montaggio per Mission: Impossible